# GHE – Selke bis Hasselfelde
Die SELKE bis HASSELFELDE waren die ersten sechs von Henschel hergestellten Lokomotiven einer mindestens 17 Lokomotiven umfassenden Serie von Schmalspurloks. Neben den sechs von 1887 bis 1890 für die Gernrode-Harzgeroder Eisenbahn-Gesellschaft (GHE) gebauten wurden an die Nassauische Kleinbahn 1899 acht Loks sowie 1900 an die Kleinbahn Selters–Hachenburg drei Fahrzeuge geliefert. Die Lokomotiven liefen bis Ende der 1950er/Anfang der 1960er Jahre. Eine Lok der Kleinbahn Selters–Hachenburg ist erhalten geblieben.

## Geschichte

### Gernrode-Harzgeroder Eisenbahn-Gesellschaft
Zur Betriebsaufnahme beschaffte die GHE 1887 drei dreiachsige Lokomotiven. 1888 wurde eine und 1890 zwei weitere Lokomotiven des gleichen Typs nachbeschafft. Sie trugen Namen des einen großen Teil der Strecke begleitenden Flusses und an der Strecke liegender Orte: SELKE, GERNRODE, HARZGERODE, GÜNTERSBERGE, ALEXISBAD, HASSELFELDE.
Sie standen bis zum Ende des Zweiten Weltkrieges im Dienst. Dann wurden fünf Lokomotiven, sowie ein großer Teil des Oberbaumaterials der Strecke, als Reparation in die UdSSR abgeliefert. Dort verlieren sich ihre Spuren. Nur die GERNRODE verblieb für den Restbetrieb und wurde von der Deutschen Reichsbahn übernommen. Dort erhielt sie die Nummer 99 5811. 1956 erhielt sie einen neuen Kessel und war bis 1963 auf ihrer Stammstrecke im Einsatz. Am 29. Mai 1967 wurde die Lokomotive ausgemustert, kurze Zeit später wurde sie verschrottet.

### Nassauische Kleinbahn

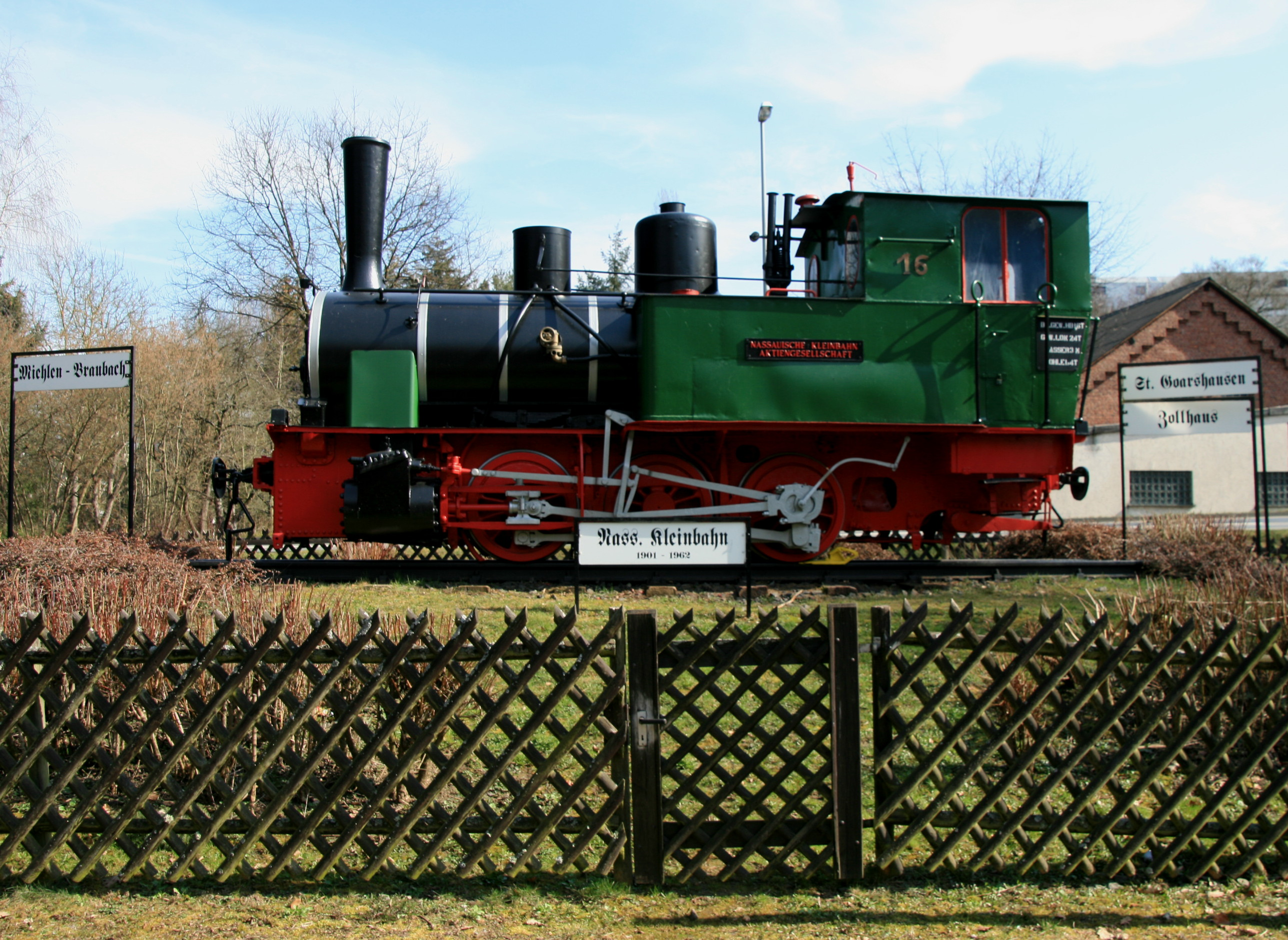
Erhaltene Lok als Denkmal in Nastätten

Die Nassauische Kleinbahn kaufte 1899 bei Henschel für 33.000 Reichsmark acht baugleiche Loks. Die Fahrzeuge erhielten die Nummern 1 bis 8. Die kleinen Lokomotiven waren auf den gebirgigen Strecken recht bald überfordert, deshalb wurden in der Folgezeit stärkere Dampfloks beschafft. Die erste Lok wurde vermutlich schon vor 1927 ausgemustert, die anderen folgten bis 1959. 1957 wurde die Lok Nr. 2 der Kleinbahn Selters–Hachenburg als Reserve erworben. Diese blieb bis zur endgültigen Stilllegung als Nr. 16II in Betrieb und wurde danach an einen Schrotthändler verkauft. Zwischenzeitlich war sie nach einer Aufarbeitung bei der Selfkantbahn im Einsatz. Über einige Zwischenstationen kam die Lok nach Nastätten und wurde dort 1981 Denkmal, wo sie bis 2015 verblieb. Im Juli 2017 wurde die Lok an die niederländische Kleinbaan Service verkauft.

### Kleinbahn Selters–Hachenburg
Die drei Lokomotiven wurden 1900 ausgeliefert und waren die Stammlokomotiven auf der Strecke. Anfangs wurden sie für gemischte Dienste, Güterzüge mit Personenbeförderung sowie reine Personen- und Güterzüge eingesetzt. Das Betriebsaufkommen war stets gering, sodass meist eine Lokomotive kalt als Reserve vorgehalten werden konnte. Als 1936 der Triebwagen T1 geliefert wurde, übernahm dieser die Reisezüge und die Henschel-Lokomotiven wurden nur noch für Güterzüge verwendet.
Mehrere Unfälle erforderten größere Instandsetzungen. 1945 brach bei der Lok 3 eine Achse, sodass sie entgleiste und den Bahndamm aufriss. Entgleisungen gab es auch nach Schienenbrüchen. Der größte Unfall ereignete sich 1956, als die Lok 1 mit dem Triebwagen zusammenstieß. Der Triebwagen wurde so schwer beschädigt, dass er verschrottet werden musste. Die Dampflok wurde wieder aufgebaut und verkehrte bis 1960. Sie half noch beim Streckenabbau und wurde danach verschrottet.
Als erste Lok der Serie wurde 1950 die 3 ausgemustert und verschrottet. Die Lok 2 wurde 1957 an die Nassauische Kleinbahn verkauft, wo sie als 16II verkehrte. Ihre Aufgaben übernahm die erworbene V 12 der Rendsburger Kreisbahn.

## Technische Merkmale
Die Lokomotiven haben einen schmalen Schornstein mit Funkenfänger in der Rauchkammer. Die dreiachsige Nassdampf-Tenderlokomotiven mit der Achsfolge C besitzen zwei Zylinder, die vor der ersten Achse liegen und auf die hintere Kuppelachse wirken. Die außenliegende Allan-Steuerung hat Flachschieber. Die Schieberkästen sind nach vorn geneigt. Der Kreuzkopf ist zwischen zwei Gleitplatten gelagert. Zur Speisewasserversorgung sind zwei Saug-Injektoren vorhanden. Der Wasservorrat ist in einem Rahmenwasserkasten unter dem Kessel untergebracht; die Kohlenkästen befinden sich links und rechts der kupfernen Feuerbüchse vor dem Führerhaus mit Schaufellöchern zum Führerhaus hin. Davor befinden sich jeweils ein Einfüllstutzen für den Wassertank.
Die Federn der Radsätze sind oberhalb der Achslager angeordnet und sind mit Ausgleichshebeln verbunden. Der Rahmen ist eine einfache Blechplatten-Konstruktion, die genietet und verschraubt ist. 
Der Kessel ist eine Stahl-Konstruktion, die in Nietbauweise entstanden ist. Ein Sicherheitsventil der Bauart Ramsbotton ist vor dem Führerhaus angeordnet, auf dem ein Dampfläutewerk untergebracht ist. Der Sandkasten sitzt auf dem Kessel vor dem Speisedom. Mit einem Pulsometer konnte unterwegs an einem Bach oder Brunnen Wasser gefasst werden. Bremstechnisch war die Lokomotive ursprünglich mit einer Wurfhebelbremse, einer Dampfbremse und einer Heberleinbremse ausgerüstet. Mit der Einführung des Rollwagenbetriebes nach dem Zweiten Weltkrieg wurden die Lokomotiven der Kleinbahn Selters-Hachenburg auf Saugluftbremse Bauart Körting umgestellt. Die Bremseinrichtung bei der Nassauischen Kleinbahn ist nicht bekannt.